# Evelyn Nesbit
Evelyn Nesbit, död 1967, var en amerikansk modell, körsångare och skådespelare. 
Hon blev berömd som modell i den nya fotografiska reklambranschen 1900-1906, när hon fotograferades för reklamannonser, kalendrar, almanackor, tidningar och för konstnärer. Detta var just när modefotografier, levande modeller för modeannonser och pin up-fotografier som konstform just började bli moderna, och hennes utseende idealiserades som den perfekta bilden av det samtida skönhetsidealet Gibson Girl.
År 1901 blev hon också verksam på Broadway theatre; först som körsångare och sedan som skådespelare. 
Hon gifte sig 1905 med miljonären Harry Kendall Thaw. Året därpå sköt hennes make hennes beundrare Stanford White. Rättegången blev skandalartad och föremål för den dåtida skandalpressen och känd som "Trial of the Century".